# Nelarabin
A nelarabin (INN: nelarabine) kemoterápiában a T-sejtes limfoblasztos rák (leukémia vagy limfóma) elleni szer. A betegség nehezen kezelhető eseteiben alkalmazzák intravénásan, kórházi körülmények között.

## Működésmód
Kémiai szerkezete szerint a nelarabin a guanozinhoz hasonló vegyület. A rákos sejt osztódáskor (a DNS megkettőzésekor) beépíti a hamis guanozint az új DNS-láncba, amely ezután nem tud továbbépülni, ezáltal lelassul a daganatos sejtek szaporodása.
A nelarabin prodrug. Az adenozin-deamináz, dezoxiguanozin-kináz és dezoxicitidin-kináz enzim hatására keletkezik az aktív vegyület, az ara-GTP, mely felhalmozódik a leukémiás blasztokban, és túlnyomórészt ez épül be a keletkező DNS-be. Ez a DNS-szintézis gátlásához és a sejt pusztulásához vezet.

## Adagolás
16 év felett a javasolt adag 1500 mg/m² két óra alatt beadva, kétnaponként, háromszor ismételve.
21 év alatt 650 mg/m² egy óra alatt beadva öt egymás utáni napon.
16–21 év között mindkét módszer alkalmazható. Nem tapasztaltak jelentős eltérést.
A kezelést 21-naponként lehet ismételni.
A kezelések között rendszeresen ellenőrizni kell a teljes vérképet, beleértve a trombocitaszámot, és neurológiai kontroll is szükséges.

## Mellékhatások, ellenjavallatok
A nelarabin alkalmazásakor súlyos neurológiai következményeket jelentettek, melyekből a beteg a kezelés befejezése után sem épült fel teljesen: megváltozott mentális állapot, somnolentia, központi idegrendszeri hatások, görcsök, periferiális neuropátia.

## Készítmények
Nemzetközi forgalomban:
- Arranon
- Atriance

Magyarországon:
- Atriance 5 mg/ml oldatos infúzió